# François du Plessis de Richelieu

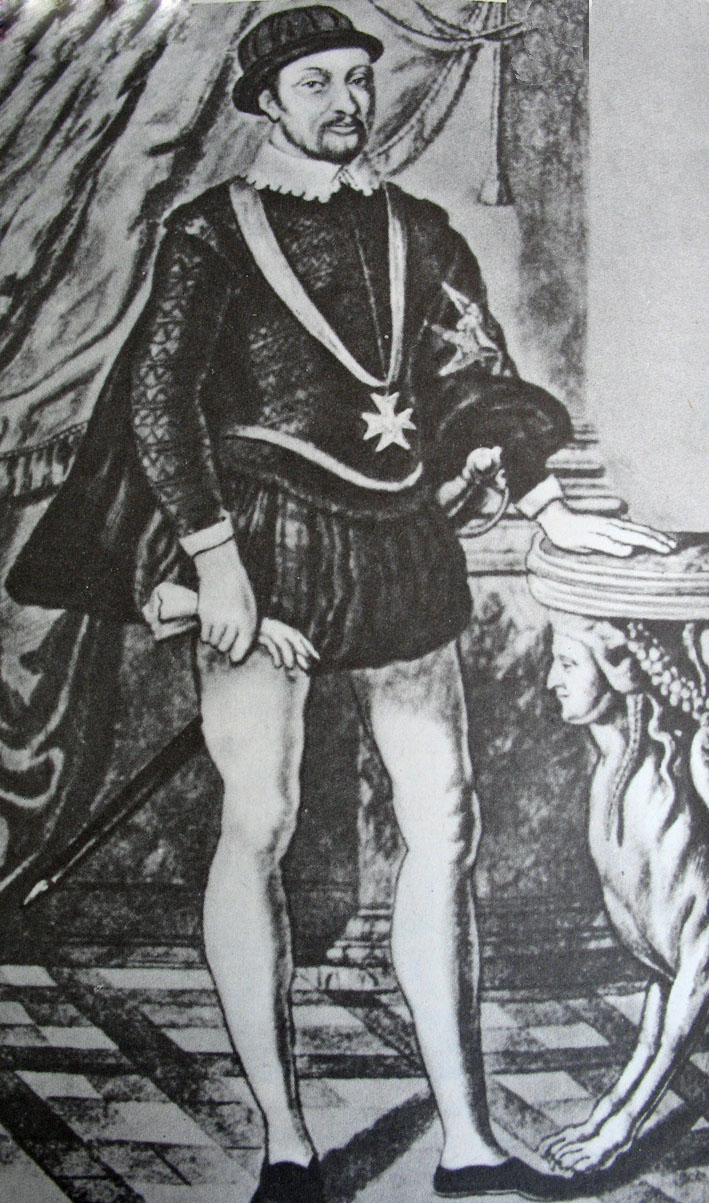
François du Plessis de Richelieu

François du Plessis, Seigneur de Richelieu (* 1548, Schloss Richelieu; † 10. Juni 1590 Gonesse) war ein französischer Militär, Diplomat und Großoffizier der Krone. Er ist der Vater des Kardinals Richelieu.

## Leben
Er entstammt der Familie Le Plessis-Richelieu, einer alten Familie des Poitou. Er ist der jüngere Sohn des Offiziers Louis du Plessis de Richelieu († 1551) aus dessen Ehe mit Françoise de Rochechouart. Als sein älterer Bruder Louis II. du Plessis de Richelieu 1555 bei einem Nachbarschaftsstreit vom Seigneur de Mausson getötet wurde, tötete François im Gegenzug den Täter. Mit dem Tod seines Bruders erbte er die Titel und Ländereien seiner Familie als Herr von Richelieu, Beçay, Le Chillou und La Vervolière. François wurde unter den Pagen der Könige Franz II. und Karl IX. erzogen. 1569 kämpfte er in der Schlacht bei Moncontour.
Nach Gabriel Hanotaux folgte er dem Herzog von Anjou nach Polen und wurde dort sein Bevollmächtigter (Ministre plénipotentiaire) mit der Aufgabe, das Vertrauen des dortigen Adels zu gewinnen (1573/74). Nach Françoise Hildesheimer hingegen deutet nichts auf die Anwesenheit du Plessis’ in Polen hin.
1578 wurde er Grand prévôt de France und im Dezember 1585 Ritter des Ordens vom Heiligen Geist.
Er spielte eine Schlüsselrolle bei den Generalständen von 1588/89 (États de Blois), und obwohl er ein eifriger Katholik war, blieb er König Heinrich III. loyal im Kampf gegen die Katholische Liga und schloss sich dann auch Heinrich IV. an. Später kämpfte er in der Schlacht von Arques (1589) und der Schlacht bei Ivry (1590) auf Seiten des Königs. Als Belohnung für seine Dienste erhielt er 1590 von Heinrich IV. eine Gratifikation von 20.000 Écu und wurde zum Kapitän der 3. Kompanie der Garde du corps du roi ernannt.
Er war Berater des Königs in den Conseils du Roi (Conseil d’État und Conseil privé) und Leutnant der Ordonnanzkompanie des Prince de Dombes.
Er starb am 10. Juni 1590 im Alter von 42 Jahren an einem entzündlichen Fieber.

## Ehe und Nachkommen
Er heiratete Suzanne de La Porte, Tochter von François de La Porte, dem bekannten Advokaten des Parlement (Haus La Porte), und Claude Bochart, die Schwester von Amador de La Porte. Ihre Kinder sind:
- Henri (1579/80–1619), Marquis de Richelieu;
- Alphonse Louis (1582–1653), Erzbischof von Aix, Erzbischof von Lyon, Kardinal;
- Isabelle (1582/83–1548), ⚭ Louis Nicolas Pidoux (1588–1640), Seigneur de La Maduère;
- Armand-Jean (1585–1642), Kardinal, Duc de Richelieu;
- Françoise (1586–1615), ⚭ (1) Jean-Baptiste de Beauvau, Seigneur de Pimpéan, ⚭ (2) René de Vignerot (1590–1625) (Haus Vignerot);
  - (2) Marie-Madeleine de Vignerot (1604–1675), Duchesse d’Aiguillon;
  - (2) François de Vignerot (1603–1646), dessen Nachkommen den Titel Duc de Richelieu erbten;
- Nicole (1587–1635), ⚭ Urbain de Maillé (1598–1650), Marquis de Brézé, Marschall von Frankreich;
  - Claire-Clémence de Maillé (1628–1694), ⚭ Louis II. de Bourbon, prince de Condé (1621–1686), der Grand Condé.